# Lilian Fowler
Lilian Fowler, född 1886, död 1954, var en australisk politiker. 
Hon var borgmästare i Newtown, New South Wales, 1937-1939. 